# 크라브로와 공항

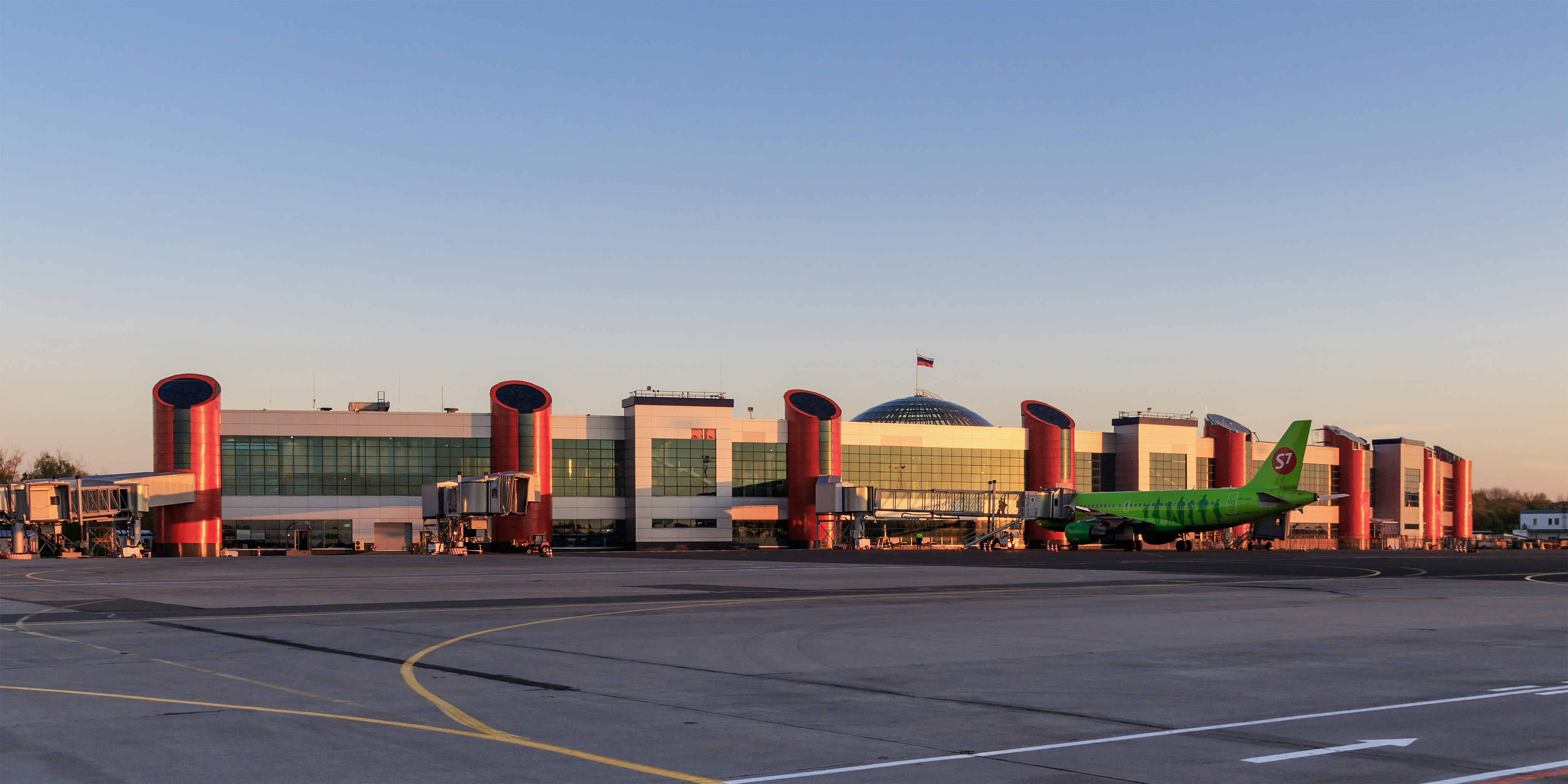

크라브로와 공항(러시아어: Аэропорт Храброво, Khrabrovo Airport, IATA: KGD, ICAO: UMKK)은 칼리닌그라드의 공항으로, 크라브로와 빌리지 주변 도시에서 북쪽으로 24킬로미터 지점에 위치해 있다. 이 공항의 이름은 역사 기록상 Powunden Airfield로도 언급된다. 예약제로 운영되는 국내 도착지를 대부분 관할하며 부분적으로는 러시아 공군의 군사 기지로 활용된다.

## 역사
1922년, 러시아-독일 간 조인트 벤처 Deruluft는 데바우 공항에서 모스크바까지 가는 최초의 예약제로 운영되는 국제 항로의 비행을 시작하였다. 제2차 세계 대전 중에 이 이착륙장은 군사용으로 할양되었다. 전후에 이 공항은 1945년 소련의 민강 비행용으로 변경되었으나 군용기의 기지는 계속 이 이착륙장으로 활용되었다.

## 통계

### 연간 교통량
| 연도 | 승객 수   | % 변화 |
| ---- | --------- | ------ |
| 2010 | 1,024,000 | 보합   |
| 2011 | 1,229,017 | 20%    |
| 2012 | 1,188,422 | 3.3%   |
| 2013 | 1,314,046 | 10.6%  |
| 2014 | 1,460,054 | 11.1%  |
| 2015 | 1,542,360 | 5.6%   |
| 2016 | 1,570,854 | 1.8%   |
| 2017 | 1,780,000 | 13.9%  |
| 2018 | 2,149,413 | 20.13% |